# Петехи
Петехи (итал. Petechi} је насељено место у саставу општине Барбан у Истарској жупанији, Хрватска. До територијалне реорганизације у Хрватској налазили су се у саставу старе општине Пула.

## Становништво
Према последњем попису становништва из 2011. године у насељу Петехи живела су 103 становника.
| година пописа  | 1857 | 1869 | 1880 | 1890 | 1900 | 1910 | 1921 | 1931 | 1948 | 1953 | 1961 | 1971 | 1981 | 1991 | 2001 | 2011 |
| бр. становника | 0    | 0    | 76   | 68   | 76   | 103  | 0    | 0    | 115  | 127  | 114  | 100  | 108  | 99   | 105  | 103  |

Напомена:У пописима 1857. 1869. подаци у насељу Орихи, а 1921, и 1931. у насељу Кожљани. Од 1880. до 1910. исказивано под именом Петеки